# Kilima conspersa
Espèce
Kilima conspersa est une espèce d'araignées aranéomorphes de la famille des Araneidae.

## Distribution
Cette espèce est endémique du Congo-Kinshasa.

## Publication originale
- Grasshoff, 1970 : Die Gattung Kilima n. gen. (Arachnida: Araneae: Araneidae). Senckenbergiana biologica, vol. 51, p. 119-128.